# Дальняя зона
Да́льняя зо́на (антенны), зона дифракции Фраунгофера, волнова́я зона — область пространства, окружающая источник волн (антенну или объект дифракции) и простирающаяся до бесконечности, в которой плотность потока энергии излучения обратно пропорциональна квадрату расстояния от источника.

## Определение
В дальней зоне направленные свойства антенны (диаграмма направленности) зависят только от направления и не зависят от расстояния до антенны, в отличие от промежуточной зоны (зоны дифракции Френеля), располагающейся между дальней и ближней зонами, и ближней зоны (поле в ближней зоне дифракции определяется законами геометрической оптики). В случае электромагнитных волн в дальней зоне пренебрегают продольными компонентами векторов электрического и магнитного полей, которые могут быть существенны вблизи антенны (объекта дифракции), и оперируют только касательными компонентами, что означает перенос мощности волной только в радиальном направлении и то, что волна является сферической. Электрический и магнитный векторы колеблются в фазе, что означает перенос в пространстве только активной мощности. Когда говорят о диаграмме направленности антенны, диаграмме моностатической или бистатической эффективной площади рассеяния, то обычно подразумевают их определение именно в дальней зоне.
Граница дальней зоны — условная, определяется соотношением размеров антенны (объекта дифракции) и длины волны:
{\displaystyle r\gg {\frac {2D^{2}}{\lambda }},}
где: {\displaystyle r} — расстояние от фазового центра антенны;
{\displaystyle D} — максимальный габаритный размер антенны (размер апертуры);
{\displaystyle \lambda } — длина волны.
Необходимо проявлять осторожность при применении этого определения к антеннам по следующим причинам: оно выведено из соображений, относящихся к плоским антеннам; предполагается, что {\displaystyle D} гораздо больше {\displaystyle \lambda .} Там где указанные условия не выполняются, для поля в дальней зоне следует использовать расстояние более {\displaystyle 10\lambda }.